# Diócesis de Qingdao
La diócesis de Qingdao o de Tsingtao (en latín: Dioecesis Zimtaovensis, en alemán: Bistum Tsingtao y en chino: 天主教青岛教区) es una circunscripción eclesiástica de la Iglesia católica en China. Se trata de una diócesis latina, sufragánea de la arquidiócesis de Jinan. Desde el 23 de noviembre de 2020 su obispo es Thomas Chen Tianhao, aunque para el Anuario Pontificio está vacante desde el 18 de noviembre de 1964.

## Territorio y organización
La diócesis tiene 17 000 km² y extiende su jurisdicción sobre los fieles católicos de rito latino residentes en parte de la provincia de Shandong.
La sede de la diócesis se encuentra en la ciudad de Qingdao, en donde se halla la Catedral de San Miguel.
En 1950 en la diócesis existían 9 parroquias.

## Historia
La prefectura apostólica de Tsingtao fue erigida el 11 de febrero de 1925 con el breve Quae catholico nomini del papa Pío XI, obteniendo el territorio del vicariato apostólico de Tenchowfu (hoy diócesis de Yanzhou).
El 14 de junio de 1928 la prefectura apostólica fue elevada a vicariato apostólico.
El 11 de abril de 1946 el vicariato apostólico fue elevado a diócesis con la bula Quotidie Nos del papa Pío XII.
El 2 de junio de 1949 el Partido Comunista de China capturó Qingdao, se impuso en la guerra civil y proclamó la República Popular China el 1 de octubre de 1949. El 4 de septiembre de 1951 China comunista expulsó al nuncio apostólico Antonio Riberi y la Santa Sede continuó reconociendo a la República de China en Taiwán como el legítimo gobierno chino. Todos los misioneros extranjeros fueron expulsados de China comunista en 1952, entre ellos el obispo Augustin Olbert.
La Asociación Patriótica Católica China fue creada con el apoyo de la Oficina de Asuntos Religiosos de la República Popular de China en 1957, con el objetivo de controlar las actividades de los católicos en China. Su nombre público es Iglesia católica china y es referida como la "Iglesia oficial" en contraposición a la "Iglesia subterránea" o "Iglesia clandestina" leal a la Santa Sede.
En el período de 1966 a 1976 la Revolución Cultural se ensañó especialmente contra la religión, destruyéndose numerosas iglesias y cesaron todas las actividades religiosas en la diócesis. La diócesis reasumió sus actividades en la década de 1980.
Después de la muerte en 1992 de Han Xirang, obispo "oficial" de la diócesis (es decir, perteneciente a la Asociación Patriótica Católica China), la diócesis permaneció vacante durante ocho años, hasta el año 2000, cuando el nuevo obispo Joseph Li Mingshu, consagrado en la catedral de San Miguel el 13 de agosto de 2000, con el consentimiento de la Santa Sede. Li Mingshu murió en junio de 2018. Después de la muerte en 1992 de Han Xirang, el obispo "oficial", la diócesis permaneció como sede vacante por ocho años, hasta 2000 cuando fue nombrado nuevo obispo Joseph Li Mingshu, consagrado en la catedral el 13 de agosto de 2000, con rl consenso de la Santa Sede. Li Mingshu murió en junio de 2018.
El 22 de septiembre de 2018 se firmó en Pekín el Acuerdo provisional entre la Santa Sede y la República Popular de China sobre el nombramiento de los obispos. El 22 de octubre de 2020 el acuerdo fue prorrogado por otros dos años y en octubre de 2022 por otros dos años más. La oficialización de Jin Yangke como obispo de Ningbo (en el marco del acuerdo de 2018 entre China y la Santa Sede) llegó el 18 de agosto de 2020.
El 23 de noviembre de 2020 fue ordenado sacerdote el nuevo obispo de Qingdao, Thomas Chen Tianhao, en el marco del acuerdo chino-vaticano firmado en 2018. 
Debido a la situación particular de la Iglesia católica en China, la Santa Sede no nombra obispos para las diócesis chinas, que son sedes oficialmente vacantes incluso en presencia de obispos reconocidos por Roma.

## Estadísticas
Según el Anuario Pontificio 2002 la diócesis tenía a fines de 1950 un total de 23 588 fieles bautizados.
| Año                                                                             | Población            | Población | Población      | Sacerdotes | Sacerdotes    | Sacerdotes    | Bautizados por sacerdote | Diáconos permanentes | Religiosos | Religiosos | Parroquias |
| Año                                                                             | Bautizados católicos | Total     | % de católicos | Total      | Clero secular | Clero regular | Bautizados por sacerdote | Diáconos permanentes | Varones    | Mujeres    | Parroquias |
| ------------------------------------------------------------------------------- | -------------------- | --------- | -------------- | ---------- | ------------- | ------------- | ------------------------ | -------------------- | ---------- | ---------- | ---------- |
| 1950                                                                            | 23 588               | 3 500 000 | 0.7            | 28         | 6             | 22            | 842                      |                      | 7          | 87         | 9          |
| Fuente: Catholic-Hierarchy, que a su vez toma los datos del Anuario Pontificio. |                      |           |                |            |               |               |                          |                      |            |            |            |

## Episcopologio
- Georg Weig, S.V.D. † (18 de marzo de 1925-3 de octubre de 1941 falleció)
- Thomas Tien Ken-sin, S.V.D. † (10 de noviembre de 1942-11 de abril de 1946 nombrado arzobispo de Pekín)
- Faustino M. Tissot, S.X. † (1946-1947 renunció)
- Augustin Olbert, S.V.D. † (8 de julio de 1948-18 de noviembre de 1964 falleció)
  - Sede vacante
  - Paul Han Xi-rang, O.F.M. † (24 de abril de 1988 consagrado-6 de marzo de 1992 falleció) (obispo oficial)
  - Joseph Li Mishun † (13 de agosto de 2000 consagrado-15 de junio de 2018 falleció) (obispo clandestino)
  - Thomas Chen Tianhao, consagrado el 23 de noviembre de 2020